# Medicago radiata
Medicago radiata es una especie anual, no trepadora del género Medicago. Se la halla a través del oriente del mar  Mediterráneo y en Asia. Forma una relación simbiótica con la bacteria Sinorhizobium meliloti, el cual es capaz de fijación de nitrógeno.

## Galería

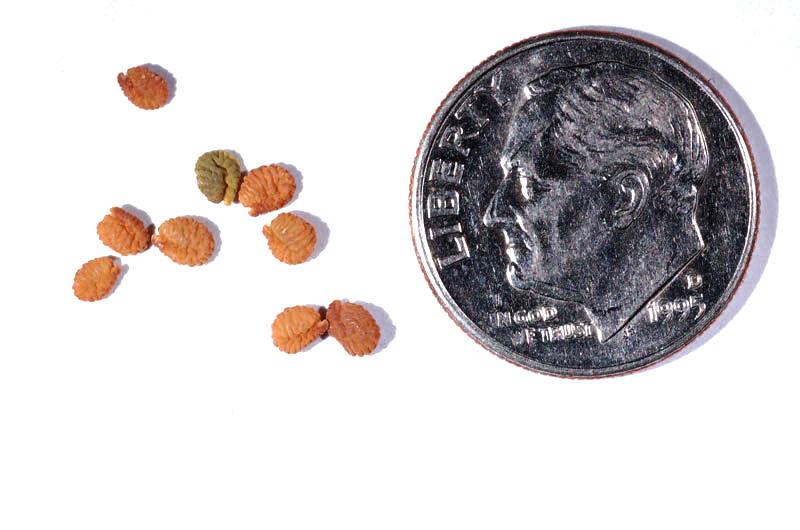
Semillas